# Milan Moguš
Milan Moguš, hrvaški filolog, pedagog in akademik, * 25. april 1927, Senj, † 19. november 2017, Zagreb.
Moguš je bil predavatelj na Filozofski fakulteti v Zagrebu ter član Hrvaške akademije znanosti in umetnosti. Med letoma 2004 in 2010 je bil predsednik Hrvaške akademije znanosti in umetnosti.